# Topologia mnogościowa
Topologia mnogościowa – dział matematyki łączący teorię mnogości i topologię ogólną, koncentrujący się na pytaniach topologicznych niezależnych od aksjomatyki Zermela-Fraenkla (ZFC).